# Kościół Wszystkich Świętych w Twardoszynie
Kościół Wszystkich Świętych (słow. Kostol Všetkých Svätých) – drewniany kościół rzymskokatolicki zbudowany w drugiej połowie XV w. znajdujący się w miejscowości Twardoszyn na Słowacji. 
To jeden z najstarszych i najcenniejszych zabytków drewnianej architektury sakralnej i jedyny na Słowacji jednocześnie uhonorowany medalem Europa Nostra (w 1995) i wpisem na Listę Światowego Dziedzictwa UNESCO (w 2008).

## Historia
Pierwsza pisemna wzmianka o istnieniu parafii w Twardoszynie pochodzi z 1395. Drewniany kościół powstał w drugiej połowie XV w. Po przejęciu świątyni przez protestantów przebudowany w latach 1650–54. Przebito wtedy nowe wejście od południa, ozdobione renesansowym portalem. W taki portal zaopatrzono także wejście do zakrystii. Drobniejsze korekty przechodził kościół w latach 1899, 1927, 1952, 1966 i 1971. Gruntownie odnowiony w latach 1986–92. Obecnie kościół służy wiernym tylko raz w roku, w tygodniu około Wszystkich Świętych (1.XI).

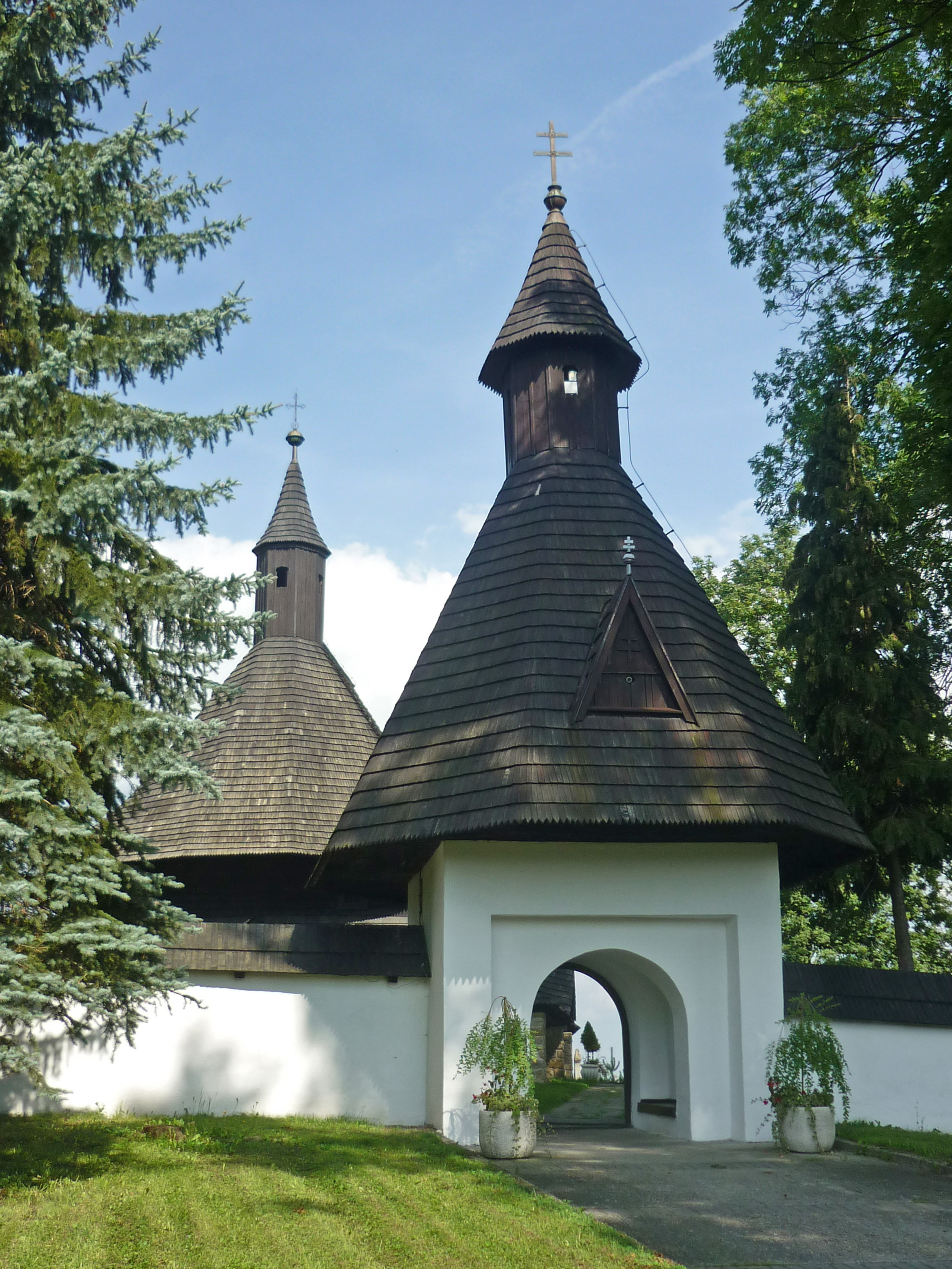
Wejście
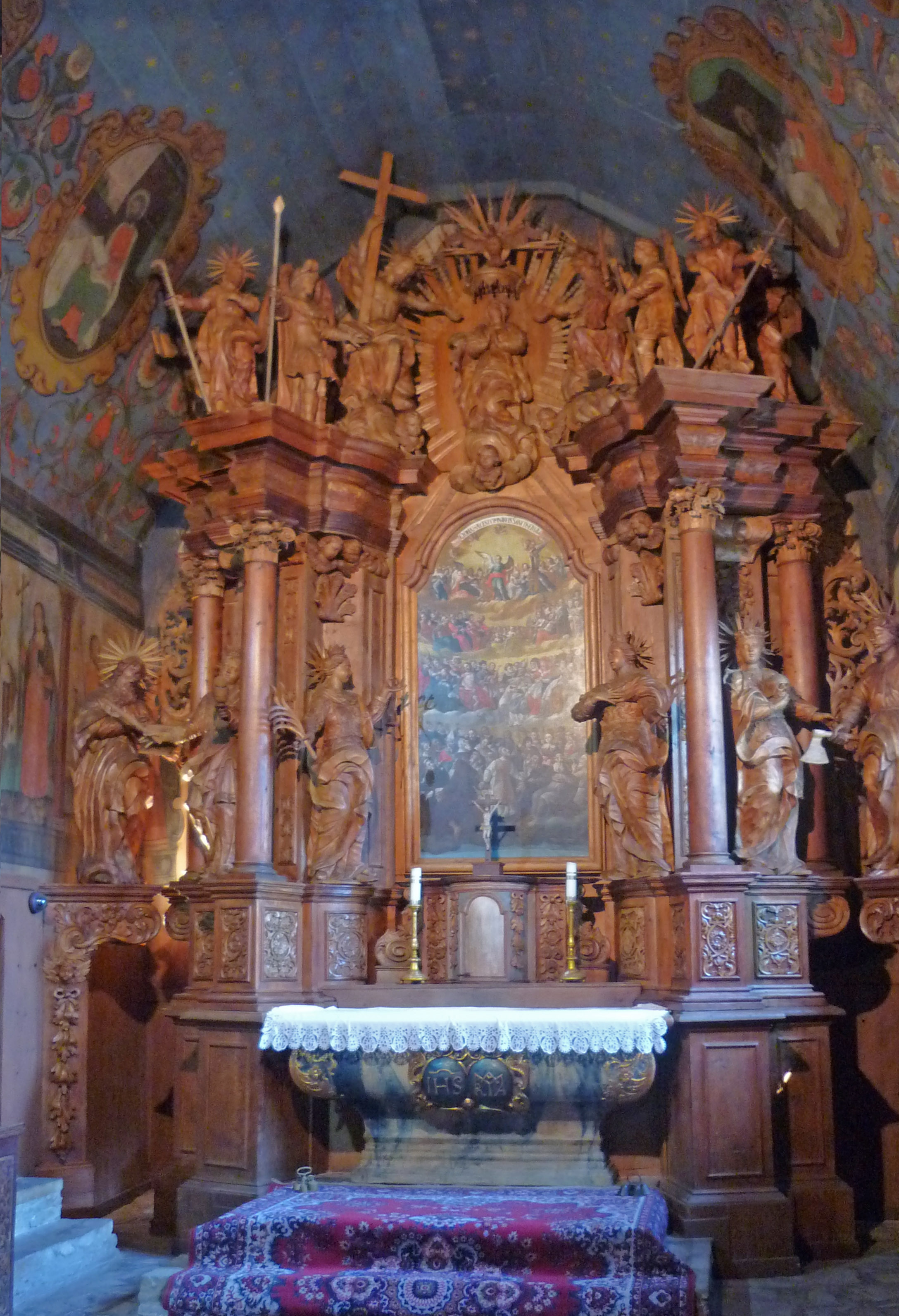
Wnętrze
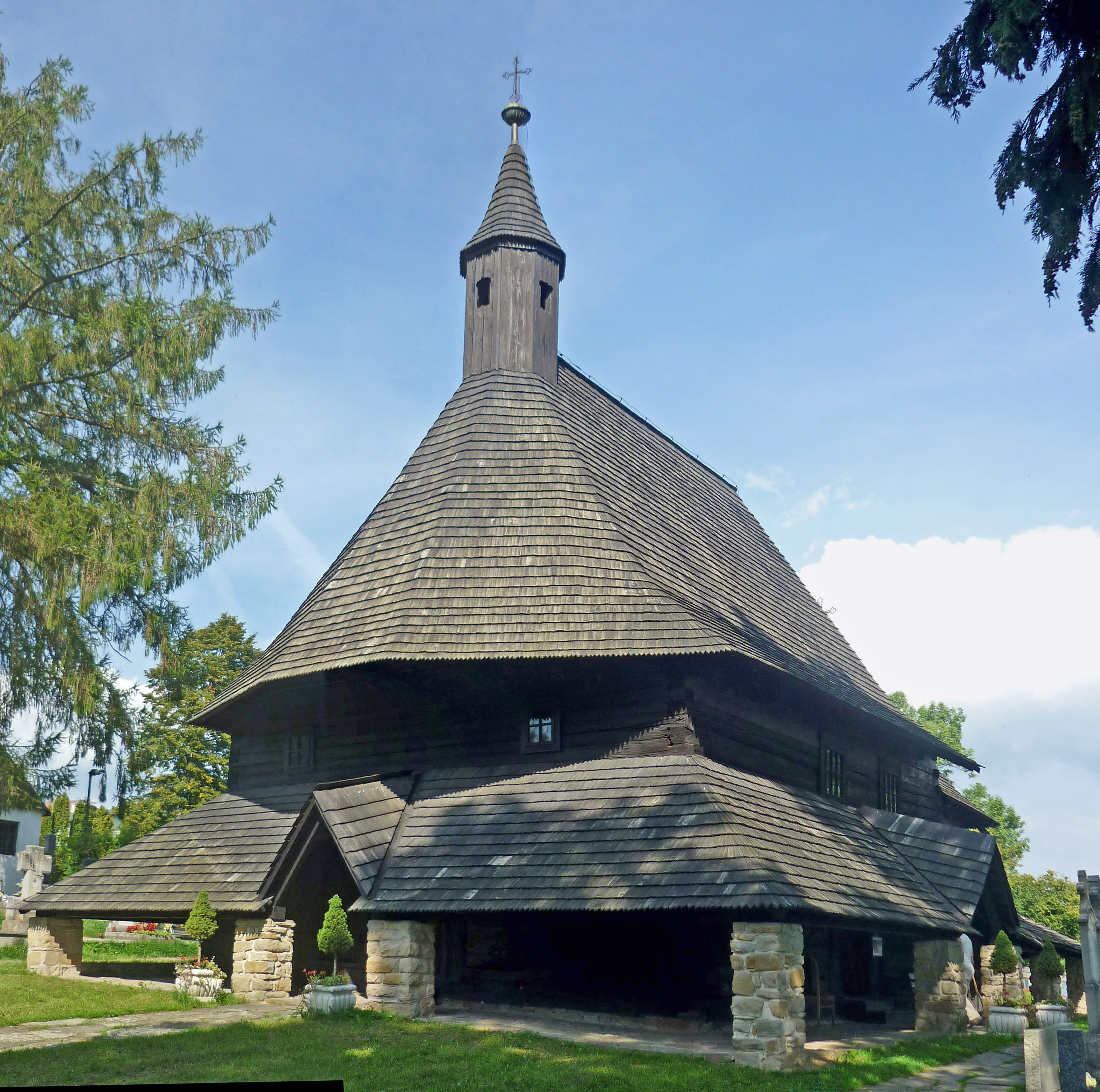
Elewacja frontowa

## Architektura i wyposażenie
Kościół zbudowany w stylu gotyckim. Drewniany z czerwonego świerka, konstrukcji zrębowej, orientowany. Prezbiterium mniejsze od nawy, zamknięte prostokątnie, z zakrystią. Dach stromy, dwukalenicowy, kryty gontem, z ośmioboczną wieżyczką sygnaturki, zwieńczoną daszkiem stożkowym. Świątynia otoczona jest wokół wydatnymi sobotami, wspartymi na późniejszych, murowanych słupach. 
Wewnątrz w nawie strop kasetonowy z 49 rozetami i polichromią z motywami kwiatów polnych i ogrodowych, z lat 1653–54. W prezbiterium sklepienie kolebkowe z malowidłem, przedstawiającym niebo z gwiazdami i postacie ewangelistów. Na bocznych ścianach polichromia figuralna. Wyposażenie:
- ołtarz główny późnobarokowy z przełomu XVII i XVIII w. z obrazem przedstawiającym Wszystkich Świętych; pierwotnie był w nim obraz Opłakiwanie Chrystusa z XV w., który został w 1919 przewieziony do muzeum w Budapeszcie,
- ambona z 1654 z figurami Czterech Ewangelistów,
- figury prawie naturalnej wielkości, przedstawiające postacie św.: Barbary, Justyny, Małgorzaty, Jana, Macieja i Mateusza,
- obraz św. Jerzego na koniu w walce ze smokiem z około 1653,
- malowane stalle[3][4].

## Otoczenie
Kościół wraz z przyległym cmentarzem otoczony jest murem z barokową bramą, zwieńczoną ośmiobocznym dachem gontowym z małą wieżyczką z daszkiem stożkowym. Na cmentarzu znajduje się kamienny, renesansowy nagrobek z 1555 Gaspara Koda oraz dwie okrągłe kamienne budowle z XVII w.